# 超絶少女☆BEST 2010〜2014
『超絶少女☆BEST 2010〜2014』（ちょうぜつしょうじょ・ベスト 2010〜2014）は、SUPER☆GiRLSのベストアルバム。2014年3月26日にiDOL Streetから発売。

## 概要
ジャケットA（超絶盤<初回生産限定盤>、CD+Blu-ray Disc）、ジャケットB（CD+DVD）、ジャケットC（CDのみ）の計3形態で発売。
SUPER☆GiRLSとしては初となるベストアルバムで、2010年12月22日に発売したメジャーデビューアルバム『超絶少女』収録の「みらくるが止まンないっ!」から、2014年2月12日に発売したシングル「空色のキセキ」までの各シングル・アルバムのリードトラックをジャケットA・Bは全15曲を収録。ジャケットCはボーナス・トラックを含む全17曲を収録。ジャケットA・BにはCDに収録された曲のMVが全て収録されている。
オリジナルメンバーのみで構成されるSUPER☆GiRLSとして発売する最後の作品で、"SUPER☆GiRLSの第一章"集大成のアルバムである。

## 収録曲
CD
1. みらくるが止まンないっ! [4:14]
作詞：BOUNCEBACK、作曲：藤末樹、編曲：鈴木Daichi秀行
1stアルバム「超絶少女」収録曲。
2. がんばって 青春 [4:36]
作詞：森由里子、作曲：吉田将樹、編曲：鈴木Daichi秀行
1stシングル。
3. MAX!乙女心 [4:35]
作詞：BOUNCEBACK、作曲：松田純一、編曲：鈴木Daichi秀行
2ndシングルの1曲目。
4. 女子力←パラダイス [4:33]
作詞：BOUNCEBACK、作曲：松田純一、編曲：鈴木Daichi秀行
3rdシングル。
5. EveryBody JUMP!! [4:08]
作詞：カワサキカナ、作曲：平賀伸明、編曲：鈴木Daichi秀行
2ndアルバム「EveryBody JUMP!!」表題曲。
6. 1,000,000☆スマイル [4:26]
作詞：BOUNCEBACK、作曲：BLUE☆BiRDS、編曲：清水武仁、ats-、ブラスアレンジ：鈴木Daichi秀行
4thシングル。
7. プリプリ♥SUMMERキッス [4:51]
作詞：Litz、作曲：丸山真由子、編曲：鈴木Daichi秀行
5thシングル。
8. 赤い情熱 [4:38]
作詞：Mio Aoyama、作曲：夏海、編曲：鈴木Daichi秀行
6thシングル。
9. Celebration（Song by iDOL Street All Members） [5:49]
作詞・作曲：小室哲哉、編曲：鈴木Daichi秀行
3rdアルバム「Celebration」表題曲。
10. 常夏ハイタッチ [4:39]
作詞：BOUNCEBACK、作曲：大西克巳、編曲：鈴木Daichi秀行
7thシングル。アルバム初収録。
11. PAN-PAKA-PAN !（Song by iDOL Street All Members） [3:52]
作詞：小松レナ、作曲：吉田将樹、編曲：BLUE☆BiRDS
7thシングル「常夏ハイタッチ」のカップリング曲。アルバム初収録。
12. 年下の男の子（キャンディーマキアート from SUPER☆GiRLS） [3:31]
作詞：千家和也、作曲：穂口雄右、編曲：清水武仁
8thシングル。アルバム初収録。
13. センチメンタル・ジャーニー（前島亜美 from SUPER☆GiRLS） [3:08]
作詞：湯川れい子、作曲：筒美京平、編曲：BLUE☆BiRDS
8thシングル。アルバム初収録。
14. ジン ジン ジングルベル（トゥインクルヴェール from SUPER☆GiRLS） [3:37]
作詞・作曲：森高千里、編曲：BLUE☆BiRDS
8thシングル。アルバム初収録。
15. 空色のキセキ [5:07]
作詞：BOUNCEBACK、作曲：小川裕一郎、編曲：大西克巳
9thシングル。アルバム初収録。
16. BELIEVE IN LOVE [3:57]
作詞：渡瀬マキ、作曲：川添智久、編曲：大西克巳
ジャケットCのみに収録。
17. アジアの純真 [3:59]
作詞：井上陽水、作曲：奥田民生、編曲：ats-
ジャケットCのみに収録。

### 収録映像

#### 超絶盤（ジャケットA、初回生産限定盤）
<MV集>
1. みらくるが止まンないっ!
2. がんばって 青春
3. MAX!乙女心
4. 女子力←パラダイス
5. EveryBody JUMP!!
6. 1,000,000☆スマイル
7. プリプリ♥SUMMERキッス
8. 赤い情熱
9. Celebration（Song by idol Street All Members）
10. 常夏ハイタッチ
11. PAN-PAKA-PAN !（Song by idol Street All Members）
12. 年下の男の子（キャンディーマキアートfrom SUPER☆GiRLS）
13. センチメンタル・ジャーニー（前島亜美from SUPER☆GiRLS）
14. ジン ジン ジングルベル（トゥインクルヴェールfrom SUPER☆GiRLS）
15. 空色のキセキ

<特典映像集>
- 2013.12.22 Documentary of SUPER☆GiRLS
- SUPER☆GiRLS 4周年座談会
- スパガ☆Times 予告編

#### ジャケットB
<MV集>
1. みらくるが止まンないっ!
2. がんばって 青春
3. MAX!乙女心
4. 女子力←パラダイス
5. EveryBody JUMP!!
6. 1,000,000☆スマイル
7. プリプリ♥SUMMERキッス
8. 赤い情熱
9. Celebration（Song by idol Street All Members）
10. 常夏ハイタッチ
11. PAN-PAKA-PAN !（Song by idol Street All Members）
12. 年下の男の子（キャンディーマキアートfrom SUPER☆GiRLS）
13. センチメンタル・ジャーニー（前島亜美from SUPER☆GiRLS）
14. ジン ジン ジングルベル（トゥインクルヴェールfrom SUPER☆GiRLS）
15. 空色のキセキ
16. BELIEVE IN LOVE
17. アジアの純真

<特典映像集>
- スパガ☆Times 予告編

## 音楽配信について
本作リリース時には定額制音楽配信サービスが普及していなかったが、現在は国内の主要な定額制音楽配信サービスで本作のCD収録曲（ジャケットCのボーナストラックを除く）が配信されている。ただし、Amazon Music、Apple Music、mora qualitas、dヒッツ、うたパス、J:COMミュージックでは全く配信されていない。